# Tomophyllum themelioides
Tomophyllum themelioides är en stensöteväxtart som beskrevs av Barbara S. Parris. Tomophyllum themelioides ingår i släktet Tomophyllum och familjen Polypodiaceae. Inga underarter finns listade.